# Нортвест Итака (Њујорк)
Нортвест Итака (енгл. Northwest Ithaca) насељено је место без административног статуса у америчкој савезној држави Њујорк.

## Демографија
По попису из 2010. године број становника је 1.413, што је 298 (26,7%) становника више него 2000. године.
| Група             | 2000.         | 2010.         |
| Белци             | 1.036 (92,9%) | 1.158 (82,0%) |
| Афроамериканци    | 26 (2,3%)     | 118 (8,4%)    |
| Азијати           | 21 (1,9%)     | 43 (3,0%)     |
| Хиспаноамериканци | 19 (1,7%)     | 48 (3,4%)     |
| Укупно            | 1.115         | 1.413         |